# Institutul Național de Cercetare-Dezvoltare în Domeniul Patologiei și Științelor Biomedicale "Victor Babeș"

Institutul dr. Victor Babeş

Institutul Național de Cercetare-Dezvoltare în Domeniul Patologiei și Științelor Biomedicale "Victor Babeș" este un institut de cercetare din România, cunoscut publicului larg sub denumirea Institutul dr. Victor Babeș, înscrisă pe frontonul clădirii în care funcționează.

## Istoric
Institutul a fost înființat la 28 aprilie 1887 ca Institut de Bacteriologie, pendinte de Ministerul de Interne, care pe atunci avea în sarcina sa problemele sănătății publice, fiind cel mai vechi institut științific medical din România. După sosirea lui Victor Babeș la București în luna august a aceluiași an, institutul intră în subordinea Ministerului Instrucțiunii Publice, iar denumirea instituției devine Institutul de patologie și bacteriologie, sub care a ființat până la 2 martie 1925, când, prin lege, a primit titlul de Institutul „Dr. Victor Babeș”, fapt ce nu a împiedicat pensionarea profesorului Babeș pe data de 1 octombrie 1926. Profesorul Victor Babeș a decedat scurt timp după pensionare, la 19 octombrie 1926.
Inițial, institutul a funcționat, sub conducerea lui Victor Babeș, de la început și până în anul 1899, în vechiul palat al familiei Brâncoveanu, pe terenul dintre Palatul de Justiție din București și clădirea Teatrului de Operetă (demolată între timp), pe malul drept al Dâmboviței, în fața Căii Victoriei, unde se înalță în prezent blocul - turn. Vechiul palat al Brâncovenilor era o clădire enormă, dar dărăpănată, care servise un timp și ca reședință domnească pentru Gheorghe Bibescu. Din 1899 institutul funcționează neîntrerupt în clădirea de pe Splaiul Independenței nr. 99-101, creată de arhitectul francez Louis Blanc.
Institutul a fost conceput inițial ca o școală practică superioară pentru toți cei din domeniul sanitar, un institut medical complex asemenea Institutului Pasteur de la Paris, având secții de anatomie patologică, bacteriologie, vaccinare antirabică, patologie veterinară, serologie și chimie.
În timp o parte din aceste domenii au fost preluate de alte așezăminte care au apărut ulterior, având ca model Institutul „Victor Babeș”: Institutul Cantacuzino, Institutul de Igienă și Sănătate Publică, Institutul de Virusologie, Institutul Pasteur.

## Situația prezentă
În prezent poartă titulatura de Institutul Național de Cercetare-Dezvoltare în Domeniul Patologiei și Științelor Biomedicale "Victor Babeș" și activitatea sa este concentrată pe cercetarea medicală fundamentală, dar și orientată pe aplicații clinice, farmacologice, profilactice și igienice.
În completarea activității de cercetare, colective de specialiști desfășoară o activitate de diagnostic, prin teste speciale de diagnostic anatomopatologic, imunologic, biochimic, genetic pentru unități sanitare din toată România sau pentru alte centre clinice.